# Le Larderet
Le Larderet ist eine französische Gemeinde im Département Jura in der Region Bourgogne-Franche-Comté.

## Geographie
Le Larderet liegt auf 650 m ü. M., etwa neun Kilometer nordnordöstlich der Stadt Champagnole (Luftlinie). Das Bauerndorf erstreckt sich im Jura, leicht erhöht am östlichen Rand des Plateaus des Angillon am Fuß der Höhen der Forêt de la Fresse.
Die Fläche des 6,31 km² großen Gemeindegebiets umfasst einen Abschnitt des französischen Juras. Der westliche Teil des Gebietes wird von einem Plateau eingenommen, das durchschnittlich auf 600 m ü. M. liegt und überwiegend von Wiesland bestanden ist. Die westliche Grenze verläuft meist entlang dem Angillon, der durch eine breite, vermoorte Niederung nach Südwesten zum Ain fließt. Im Osten erstreckt sich das Gemeindeareal über einen dicht bewaldeten Hang auf den Höhenrücken der Forêt de la Fresse, einen in Nord-Süd-Richtung orientierten langgezogenen Jurakamm. Hier wird mit 796 m ü. M. die höchste Erhebung von Le Larderet erreicht.
Nachbargemeinden von Le Larderet sind Chapois im Norden, Les Nans im Osten, Le Latet im Süden sowie Vers-en-Montagne im Westen.

## Geschichte
Das Gemeindegebiet von Le Larderet war bereits in vorgeschichtlicher Zeit besiedelt. Im Jahr 1408 wurden dem Ort gewisse Freiheitsrechte zugesprochen. Zusammen mit der Franche-Comté gelangte das Dorf mit dem Frieden von Nimwegen 1678 an Frankreich.

## Sehenswürdigkeiten

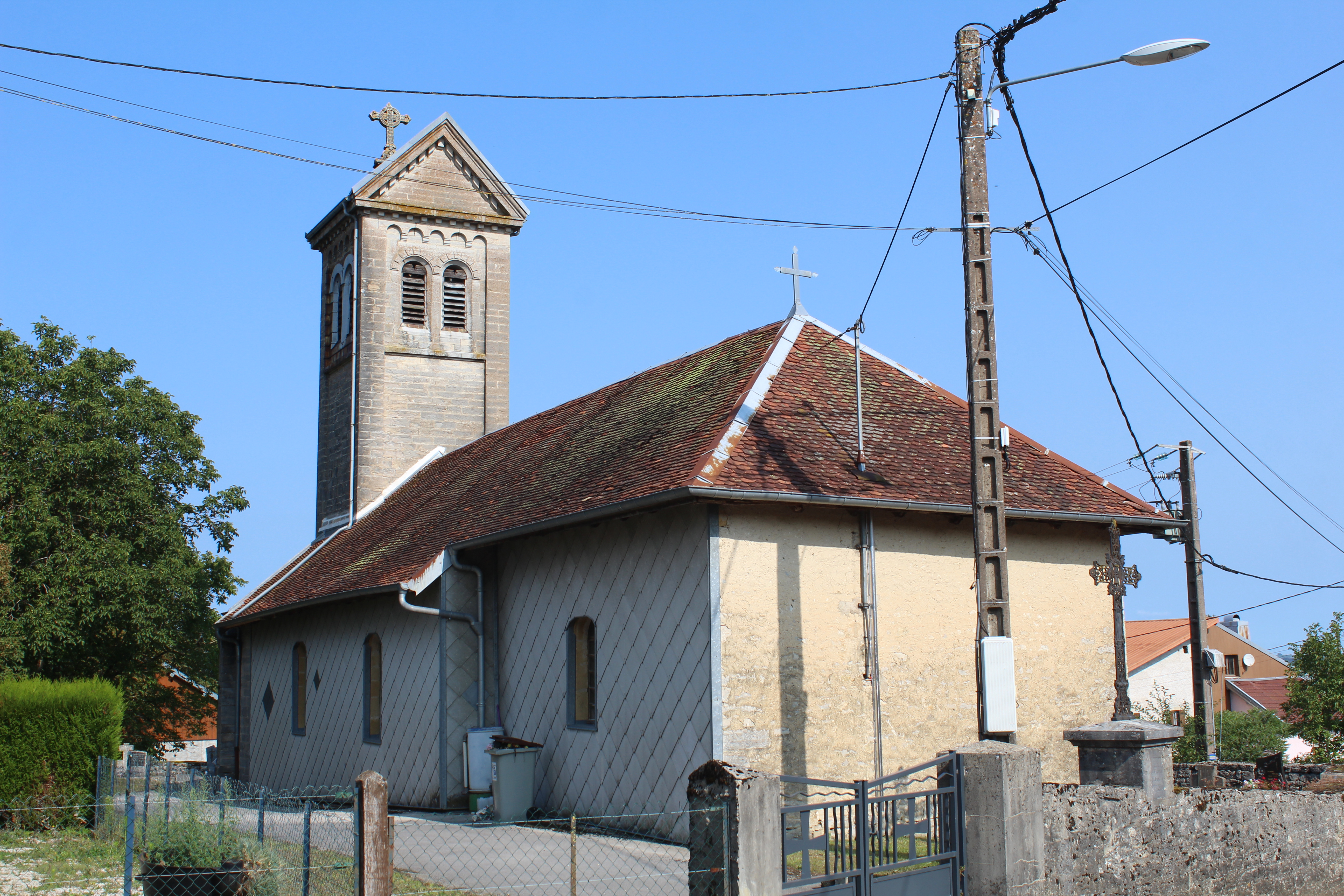
Kirche Mariä Geburt

Die Kirche Mariä Geburt in Le Larderet wurde im 19. Jahrhundert erbaut.

## Bevölkerung
| Jahr                       | 1962 | 1968 | 1975 | 1982 | 1990 | 1999 | 2005 | 2018 |
| -------------------------- | ---- | ---- | ---- | ---- | ---- | ---- | ---- | ---- |
| Einwohner                  | 58   | 60   | 52   | 48   | 63   | 72   | 72   | 67   |
| Quellen: Cassini und INSEE |      |      |      |      |      |      |      |      |

Mit 50 Einwohnern (Stand 1. Januar 2022) gehört Le Larderet zu den kleinsten Gemeinden des Départements Jura. Nachdem die Einwohnerzahl in der ersten Hälfte des 20. Jahrhunderts markant abgenommen hatte (1881 wurden noch 170 Personen gezählt), wurde seit Beginn der 1980er Jahre wieder eine leichte Bevölkerungszunahme verzeichnet.

## Wirtschaft und Infrastruktur
Le Larderet war bis weit ins 20. Jahrhundert hinein ein vorwiegend durch die Landwirtschaft und die Forstwirtschaft geprägtes Dorf. Noch heute leben die Bewohner zur Hauptsache von der Tätigkeit im ersten Sektor. Außerhalb des primären Sektors gibt es nur wenige Arbeitsplätze im Dorf. Einige Erwerbstätige sind auch Wegpendler, die in den umliegenden größeren Ortschaften ihrer Arbeit nachgehen.
Die Ortschaft liegt abseits der größeren Durchgangsstraßen an einer Departementsstraße, die von Équevillon nach Chapois führt. Eine weitere Straßenverbindung besteht mit der Hauptstraße D467 (Champagnole – Salins-les-Bains).